# Ngegong
Ngegong is een bestuurslaag in het regentschap Madiun van de provincie Oost-Java, Indonesië. Ngegong telt 2356 inwoners (volkstelling 2010).